# Далир
Далир (рос. Далыр)  — село Верхньовілюйського улусу, Республіки Саха Росії. Адміністративний центр Далирського наслегу.
Населення —  888 осіб (2010 рік). 